# Palaestina dentifera
Espèce
Palaestina dentifera est une espèce d'araignées aranéomorphes de la famille des Zodariidae.

## Distribution
Cette espèce se rencontre en Palestine en Cisjordanie et en Turquie dans la province de Gaziantep,,.

## Description
Le mâle décrit par Jocqué en 1991 mesure 2,36 mm et la femelle 2,85 mm.

## Publication originale
- O. Pickard-Cambridge, 1872 : « General list of the spiders of Palestine and Syria, with descriptions of numerous new species, and characters of two new genera. » Proceedings of the Zoological Society of London, vol. 1872, p. 212-354 (texte intégral).